# VLR (Hörfunksender)
VLR (für Vejle Lokal Radio) ist ein dänischer Privatradiosender in Vejle. Er gehört zur Mediengruppe Jyske Medier, die die Lokalzeitungen Fredericia Dagblad, Vejle Amts Folkeblad und Horsens Folkeblad verlegt. Der Umfrage von TNS Gallup zufolge ist VLR der meistgehörte lokale Radiosender in Dänemark mit 279.000 Hörern wöchentlich (2. und 3. Quartal 2015). Die gleiche Analyse ergab einen Marktanteil von 5,1 Prozent im Sendegebiet.
Das Sendegebiet umfasst neben Vejle, Fredericia, Kolding und Horsens die Städte Herning, Skanderborg und Billund und erstreckt sich bis Svendborg und Aarhus.
VLR sendet ein Musikprogramm aus aktuellen Pop- und Rocktiteln und beliebten Titeln der 1990er Jahre. VLR hatte 2013 etwa 250.000 Hörer pro Woche und war damit das zweitgrößte Lokalradio nach Skala FM in Kolding.
Vor einigen Jahren hieß der Sender noch VLR Hit. Im Juni 2011 wurde Radio Horsens mit VLR fusioniert. 